# Wadąg (wieś)
Wadąg (niem. Wadang) – wieś w Polsce położona w województwie warmińsko-mazurskim, w powiecie olsztyńskim, w gminie Dywity. W latach 1975–1998 miejscowość administracyjnie należała do województwa olsztyńskiego. Położona jest w bezpośrednim sąsiedztwie Olsztyna nad rzeką Wadąg.
Wieś warmińska, leząca nad rzeką Wadąg (zwana także Pisa Warmińska). Znajduje się tu elektrownia wodna i przepompownia ścieków. Nazwa wsi wywodzi się z języka pruskiego, w którym wundan oznacza wodę. W źródłach pisanych wcześniej pojawia się nazwa pobliskiego jeziora Wadag (Wangenulis, 1337). W najwcześniejszych źródła wieś zapisywana była jako Wadangen (1399, 1429) lub Wadang (1517, 1673). Później pojawiały się także nazwy Wadanke (1656, 1785) i Wadung (1755). Polska nazwa Wadąg pojawiła się po raz pierwszy w dokumentach z roku 1879.
Miejscowość składa się z dwóch części: starszej (położonej bezpośrednio nad rzeką Wadąg) oraz nowego osiedla domków jednorodzinnych. Wieś położona jest w bezpośrednim sąsiedztwie Olsztyna. Dojazd komunikacja miejską: autobusy 108 i 112.

## Historia
Na 10 listopada 1337 jest datowany dokument przekazania Janowi i Piotrowi z sołectwa ówczesnego miasta Wartemborka (dziś Barczewko) 10 łanów ziemi nad rzeką Wadąg celem założenia wsi oraz tartaku z jednym kołem na rzece Wadąg, z prawem przekształcenia tartaku na młyn. Młyn wybudowano w 1348 r. W dniu 4 listopada 1399 ponownie wystawiono dokument lokacyjny wsi na 11 łanów oraz 3 łanów wolnych dla sołtysa. W tym roku funkcjonował tartak i młyn. Na rzece zbudowano most, przez który wiódł najważniejszy trakt z Olsztyna do Dobrego Miasta i Lidzbarka Warmińskiego.
Wieś kolejny raz zasiedlano w 1556 r., po zniszczeniach wojennych (wojna polsko-krzyżacka w latach 1519-1521). W XVI w. wybudowano karczmę we wsi. W XVIII w. młyn i karczma były własnością rodziny Hemplów. W 1715 r. Józef Hempel zbudował papiernię. W 1785 r. we wsi było 9 domów. W 1820 r. w Wadągu mieszkało 78 osób. W 1830 r. papiernia w Wadągu produkowała na eksport do Królestwa Polskiego papier pierwszej kategorii. Z czasem jednak papiernia podupadła i w 1923 r. w budynkach papierni uruchomiono elektrownię, zarządzana przez ówczesne przedsiębiorstwo tramwajów i omnibusów w Olsztynie.
Na początku XX w. Wadąg był odwiedzany przez letników i traktowany był jako wieś letniskowa i wypoczynkowa. W 1933 wieś miała 133 mieszkańców, natomiast w 1939 r. – 130.
W 1993 r. w miejscowości było 44 mieszkańców. Miejscowość ulega ciągłej rozbudowie: powstają nowe domki mieszkalne, w 2007 roku ustawiono tablice miejscowości a także rozbudowano przystanki autobusowe.
W 2023 roku usunięte zostało komunistyczne upamiętnienie czerwonoarmisty Piotra Diernowa usytuowane blisko wsi Wadąg w ramach złożonej przez mieszkańców petycji i ustawy o dekomunizacji przestrzeni publicznej